# FDP-Europaparteitag 2009
Koordinaten: 52° 28′ 27″ N, 13° 27′ 34″ O

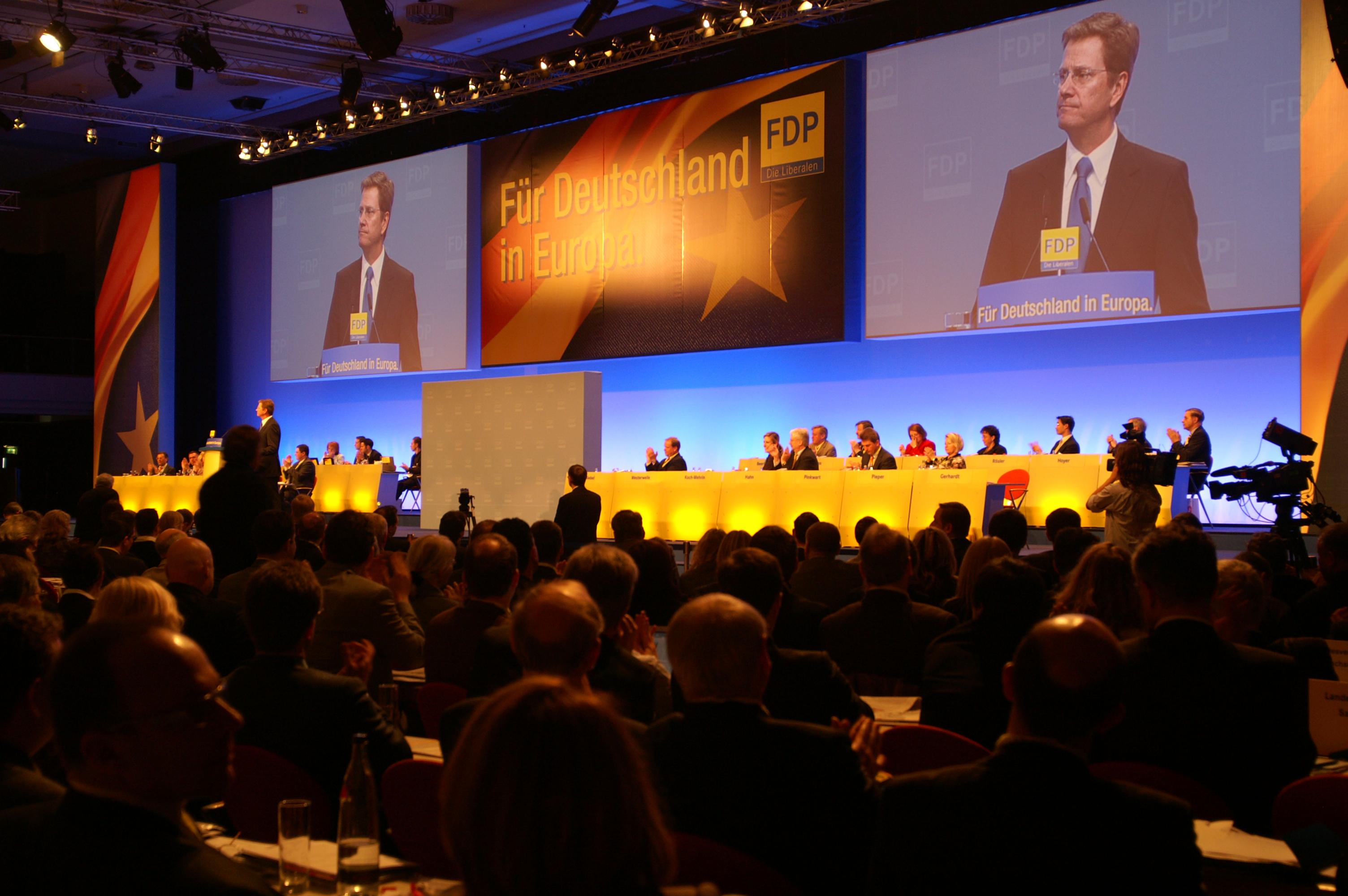
Plenum des Europaparteitages

Den Europaparteitag 2009 hielt die FDP am 17. Januar 2009 in Berlin ab. Es handelte sich um eine Vertreterversammlung zur Aufstellung der Liste zur Europawahl 2009. Die Veranstaltung fand im Estrel Convention Center Berlin statt.

## Verlauf und Beschlüsse
Das Motto des Parteitages lautete „Für Deutschland in Europa“. Die Vorsitzende der FDP-Gruppe im Europaparlament, Silvana Koch-Mehrin, wurde – wie bereits auf dem FDP-Europatag 2004 – zur Spitzenkandidatin gewählt. Außerdem wurde das Programm für die Europawahl „Ein Europa der Freiheit für die Welt des 21. Jahrhunderts“ beschlossen.

## Kandidatenliste

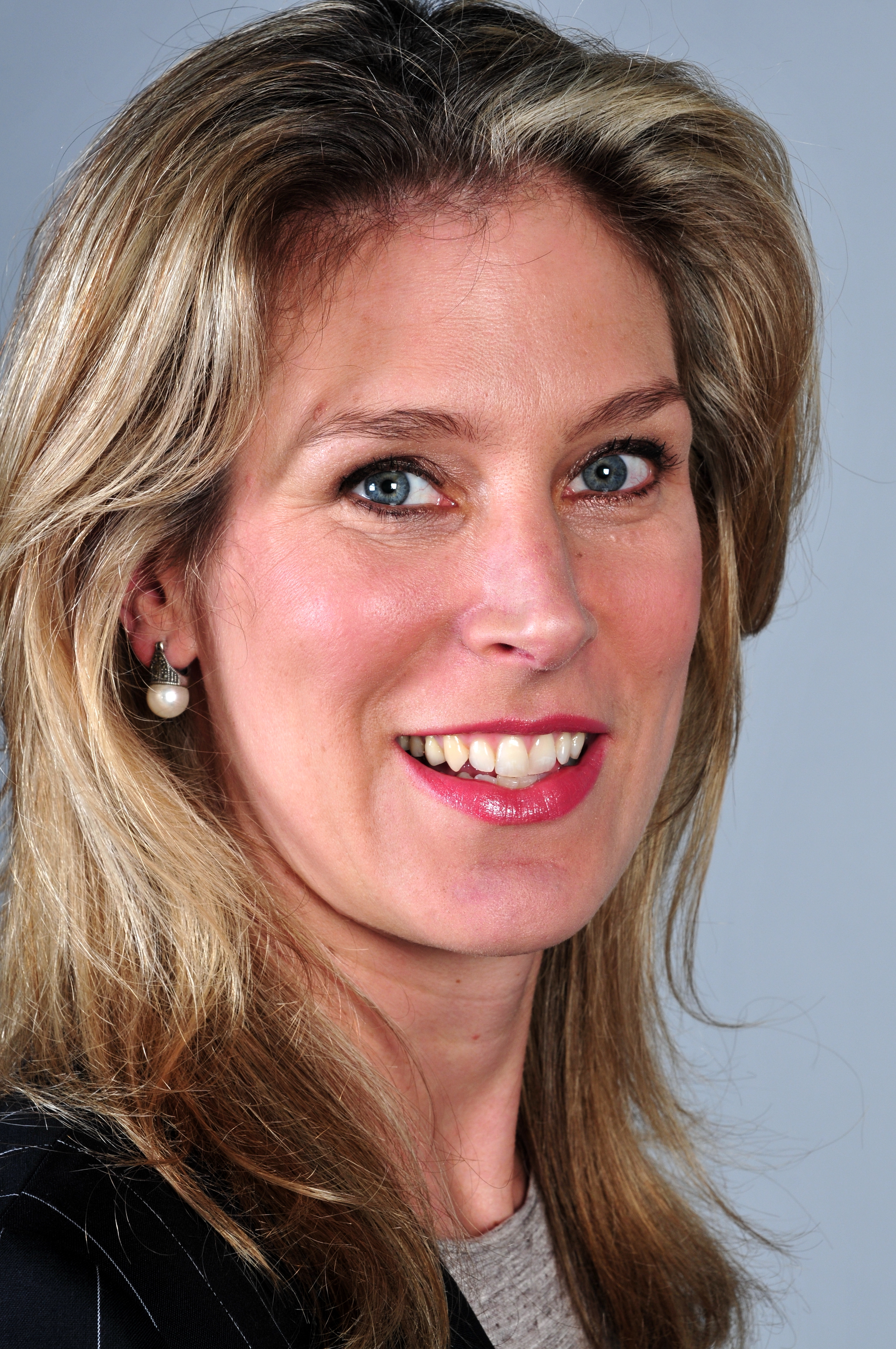
Silvana Koch-Mehrin, 2005

Die Kandidaten 1 bis 20 nach Listenplätzen:
1. Silvana Koch-Mehrin, MdEP (Baden-Württemberg)
2. Alexander Graf Lambsdorff, MdEP (Nordrhein-Westfalen)
3. Jorgo Chatzimarkakis, MdEP (Saarland)
4. Wolf Klinz, MdEP (Hessen)
5. Gesine Meißner, MdL (Niedersachsen)
6. Alexander Alvaro, MdEP (Junge Liberale/Nordrhein-Westfalen)
7. Holger Krahmer, MdEP (Sachsen)
8. Michael Theurer, MdL (Baden-Württemberg)
9. Nadja Hirsch (Bayern)
10. Jürgen Creutzmann, MdL (Rheinland-Pfalz)
11. Alexandra Thein (Berlin)
12. Britta Reimers (Schleswig-Holstein)
13. Matthias Purdel (Thüringen)
14. Alexander Plahr (Nordrhein-Westfalen)
15. Norbert Meyer (Niedersachsen)
16. Franz Prockl (Bayern)
17. Kornelia Kimpfel (Brandenburg)
18. Friedrich Hülsenbeck (Sachsen-Anhalt)
19. Tom Eich (Baden-Württemberg)
20. Fridjof Matuszewski (Mecklenburg-Vorpommern)

## Wahlergebnis
Die FDP errang am 7. Juni 2009 bei der Europawahl in Deutschland 11,0 Prozent der Stimmen und die ersten zwölf liberalen Abgeordneten von der Kandidatenliste zogen in das Europaparlament ein.